# Choi Ji-woo

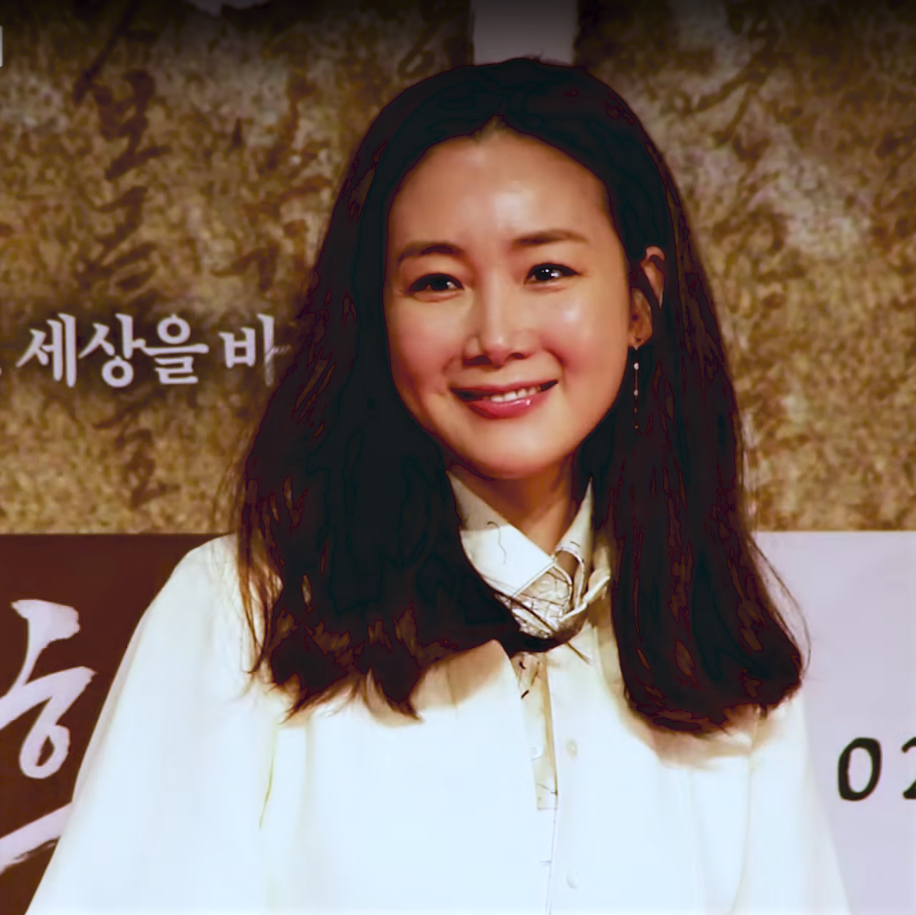
Choi Ji-woo nel 2018

Choi Ji-woo, pseudonimo di Choi Mi-hyang (Paju, 11 giugno 1975), è un'attrice sudcoreana.

## Biografia
Nata a Paju nel 1975, intraprende la carriera di attrice dopo aver vinto un provino indetto dalla MBC nel 1994. Nel 1996 recita in Park Bong-gon gachulsageon e nel 2001 è la protagonista del serial Areumda-un naldeul, mentre l'anno seguente appare in Gyeo-ul yeon-ga; ottiene ruoli da protagonista anche in Jigoneun motsar-a (2011) e Susanghan gajeongbu (2013).